# Стрелецкое (Яковлевский район)
Стрелецкое — село в Яковлевском районе Белгородской области России, центр Стрелецкого сельского поселения.

## География
Село расположено на стрелке реки Ворсклы и её правого притока под названием Ворсколец, в 6,2 км по прямой к западу от районного центра, города Строителя, в 16,1 км по прямой к северо-западу от северо-западных окраин города Белгорода. Ближайшие населённые пункты: село Пушкарное, непосредственно примыкающее с юга; хутор Красное Подгороднее, непосредственно примыкающий с запада и, в свою очередь, примыкающее к нему с запада село Казацкое; село Драгунское, непосредственно примыкающее с северо-запада; хутор Новоалександровка, непосредственно примыкающий с северо-востока (выше по левому берегу Ворсклы).

## История
В 1646 году был построен город-крепость Белгородской черты Карпов, и рядом с ним стали появляться слободы, в том числе и Стрелецкая. Известно, что в 1677 году в гарнизоне Карпова было 211 стрельцов.
По документам подворной переписи осени 1884 года: Белгородского уезда «Карповской волости слобода Стрелецкая (Карпов тож)» — 333 двора крестьян государственных душевых; земельный надел 3378,4 десятины («две трети чернозем, одна треть суглинок»), в том числе 2822,3 десятин усадебной и пахотной, 282,3 десятин сенокосной, 60,5 десятин лесной — «лес в 5 верстах»; у крестьян — 531 рабочая лошадь и 117 жеребят, 388 коров и 160 телят, 1016 овец («в 1882 году падали коровы и овцы») и 221 свинья, у 9 домохозяев — 152 улья с пчелами; в селе — 6 «промышленных заведений», 3 трактира и кабака.
Школу в слободе Стрелецком открыли в 1875 году, построив «общественное здание специально для школы».
С июля 1928 года слобода Стрелецкое — центр и единственный населенный пункт Стрелецкого сельсовета Томаровского района.
Во второй половине 1950-х годов в Стрелецком сельсовете — села Задельное, собственно Стрелецкое и хутора Вознесеновка, Мордовинка и Ново-Александровка.
В декабре 1962 года Томаровский район «ликвидировали», в январе 1965 года образовали Яковлевский район и в его составе Стрелецкий сельсовет: села Драгунское, Красный Отрожек, Пушкарное и собственно Стрелецкое, хутора Домнино и Красное Подгороднее.
В 1997 году село Стрелецкое — центр Стрелецкого сельского округа (4 села и 2 хутора).
В 2010 году село Стрелецкое — центр Стрелецкого сельского поселения (4 села и 2 хутора) Яковлевского района.

## Население
X ревизия (1857—1859 годы) записала в слободе Стрелецкой (Карпов тож) Белгородского уезда «874 души мужскаго пола».
В 1884 году в слободе Стрелецкой переписано 2210 жителей (1120 мужчин, 1090 женщин).
На 1 января 1932 года в слободе — 3129 жителей.
По сведениям переписей населения в селе Стрелецком на 17 января 1979 года — 663 жителя, на 12 января 1989 года — 596 (240 мужчин, 356 женщин), на 1 января 1994 года — 275 хозяйств и 672 жителя.
В 1997 году в селе Стрелецком — 274 хозяйства и 746 жителей; в 1999 году — 751 жителей, в 2001 году — 795.
| 2002 | 2010 | 2014 |
| ---- | ---- | ---- |
| 734  | ↗798 | ↗866 |

## Интересные факты
- В ряде районов Белгородской области, например, Белгородском и Красногвардейском, имеются населённые пункты не просто одноимённые, но и окружённые кустом одноимённых названий (Казацкое, Драгунское, Пушкарное и т. д.) Исторически этот топонимический феномен восходит к слободам служивых людей при крепостях Белгородской засечной черты, обыкновенно складывавшимся по родам войск.
- Исследователь Осыков Б. И. цитирует описание быта Стрелецкого, сделанное теми, кто проводил подворную перепись 1884 года:

Средний размер надела на двор равняется 9,9 десятин, что, казалось бы, давало повод думать, что крестьяне занимаются по преимуществу земледелием и мало нуждаются в сторонних промыслах и заработках. Но на самом деле это далеко не так. Земледельческий характер населения уже давно успел здесь стереться и в значительной степени утратиться, несмотря на 25-верстное расстояние, отделяющее слободу от уездного города. Народ здесь вообще очень культурный и производит впечатление подгородних крестьян; большинство ежегодно уходит на заработки в Белгород, Красную Яругу и в южные губернии на косовицу. Причиною культурности населения послужило то обстоятельство, что в прежнее время до Севастопольской войны, здесь стояли войска, для которых был устроен даже особый манеж и церковь; когда началась война, войска вышли отсюда и уже не возвращались более, но закваска их осталась в полной силе и до сего времени. Жители соседних деревень, не церемонясь, называют стрельчан «разбойниками» и «сорванцами».
- В той же работе приводится описание первой школы в Стрелецком (1884 год):

…квартира учителя при школе — одна комната 12 аршин длины и 5 аршин ширины. Здание нуждается в неотложном ремонте: от окон и стен дует, печи устроены плохо, ученические столы самой разнообразной конструкции; классная доска одна на обе комнаты. Необходимые учебники и наглядные пособия есть. Все учащиеся из двух селений: Пушкарского и Стрелецкого. Максимум учащихся 80 человек, минимум — 60. Ежегодные занятия ведутся с 15 сентября по 1 мая, ежедневные от 8 часов до 2-х (уроки часовые); учитель из Белгородской учительской семинарии. В содержании школы участвуют два упомянутых селения.